# Жецьк
Жецьк (пол. Rzeck, нім. Ridbach) — село в Польщі, у гміні Біскупець Ольштинського повіту Вармінсько-Мазурського воєводства.
Населення — 307 осіб (2011).
У 1975-1998 роках село належало до Ольштинського воєводства.

## Демографія
Демографічна структура станом на 31 березня 2011 року:
|          | Загалом | Допрацездатний вік | Працездатний вік | Постпрацездатний вік |
| -------- | ------- | ------------------ | ---------------- | -------------------- |
| Чоловіки | 159     | 34                 | 113              | 12                   |
| Жінки    | 148     | 22                 | 100              | 26                   |
| Разом    | 307     | 56                 | 213              | 38                   |